# Smiley's People
Smiley's People (Brasil: A vingança de Smiley / Portugal: A Gente de Smiley) é um romance de espionagem na Guerra Fria, de John le Carré e publicado em 1979. O protagonista é o mestre britânico da espionagem George Smiley. É o terceiro livro da "Trilogia Karla" - os dois primeiros foram Tinker Tailor Soldier Spy e The Honourable Schoolboy.
A história apresenta George Smiley como um renomado agente secreto aposentado que é chamado para investigar pelo Serviço Secreto Britânico (MI-6, chamado no livro de Circo) o caso do assassinato de um outro agente britânico, um ex-general soviético exilado na Inglaterra. Smiley descobre que o "General", como era conhecido, havia conseguido informações sobre o líder do serviço secreto soviético, de codinome Karla.

## Personagens
- Maria Andreyevna Ostrakova - uma imigrante da Rússia que vive em Paris. Ela é mãe de Alexandra Glikman, que deixara com o pai quando fugira da União Soviética.
- Oleg Kirov ou Oleg Kursky - agente de Karla, trabalha para encontrar pessoas cujas histórias permitam a entrada de espiões em países do Ocidente sob a cobertura de falsas biografias.
- General Vladimir - Exilado da Estônia, era um general soviético que trabalhava como espião do Ocidente até que se aposentou e emigrou para a Inglaterra que lhe deu abrigo e proteção.
- Otto Leipzig - age ocasionalmente como agente secreto britânico e é homem de confiança de  Vladimir e inimigo pessoal de Kirov
- George Smiley - aposentado, é chamado de volta pelo Serviço Secreto Britânico
- Peter Guillam - Líder da Seção de Inteligência Britânica na Embaixada em Paris
- Connie Sachs - agente aposentada e especialista em espionagem soviética
- Sir Oliver Lacon - Sub-Secretário da Casa Civil Britânica que trabalha em Whitehall
- Nigel Mostyn - jovem agente secreto britânico que fez os contatos telefônicos com Vladimir pouco antes desse ser assassinado
- Alexandra Borisovna Ostrakova - filha de Maria Andreyevna; identidade assumida pela filha de Karla
- Karla - Chefe da Décima Terceira Diretoria da Inteligência Soviética (apelidada de Diretoria Karla)
- Sir Saul Enderby - Chefe da Inteligência Britânica e sucessor de Smiley
- William (Villem) Craven - filho de um amigo falecido de Vladimir, fez um trabalho de mensageiro para o General
- Mikhel - amigo exilado de Vladimir que trabalha em Bloomsbury
- Elvira - esposa de Mikhel, provável amante de Vladimir
- Toby Esterhase - antigo agente da Circo, organiza a armadilha para Grigoriev
- Claus Kretzschmar - antigo sócio de Otto Leipzig, é proprietário de um clube noturno em Hamburgo e ajudou a desmascarar Kirov
- Grigoriev - Burocrata soviético em Berna que ajuda Karla em seu esquema envolvendo a filha
- Krassky - mensageiro russo que cuida da correspondência secreta entre Grigoriev e Karla
- Tatiana - filha de Karla, que assume a identidade de "Alexandra"
- Irmã Felicidade - Madre Superiora do sanatório em Thun, onde é mantida Alexandra/Tatiana

## Sinopse
Maria Andreyevna Ostrakova é uma exilada soviética em Paris que desertou anos antes sob o pretexto de cuidar de seu marido doente, deixando para trás sua filha ilegítima Alexandra. Já viúva, Ostrakova é abordada por um desagradável agente soviético que se apresenta com o nome de Kursky. E a persuade a assinar papéis que permitirão a deportação de Alexandra por "razões humanitárias". Ao ver as fotos nos documentos, Ostrakova percebe que a mulher que será deportada não possui traços de sua filha e desconfia que os soviéticos tramam para usarem sua história como cobertura na infiltração no Ocidente de uma espiã da KGB. Ela escreve uma carta com suas suspeitas para um homem conhecido como "General", que ajuda exilados soviéticos graças aos seus contatos com o Serviço Secreto Britânico, agência para a qual trabalhara como espião por vários anos, antes de fugir da União Soviética. Vladimir, o "General", tenta então contatar "Hector" (Toby Esterhase), seu antigo companheiro do Serviço Secreto Britânico que, contudo, está aposentado e a resposta à chamada se perde na burocracia do órgão.
Tempos depois, Vladimir continuava a levantar por conta própria as informações. Envia um amigo para se encontrar com Ostrakova em Paris e ele descobre a verdadeira identidade de Kursky, que na verdade se chamava Kirov e trabalhava para o lider da Inteligência Soviética conhecido como "Karla".
Ao provar o envolvimento de Karla, Vladimir tenta contatar "Max" (George Smiley), mas encontra dificuldades pois ele também está aposentado. Antes que Smiley tome conhecimento das ligações telefônicas de Vladimir e das informações que ele conseguiu sobre Karla (mencionado na mensagem como o "Homem de Areia"), o General é assassinado. A forma do crime não deixa dúvida para Smiley ter sido um assassinato cometido pelos agentes assassinos soviéticos.
O novo chefe da Circo, Saul Enderby, e o sub-secretário da Casa Civil, Oliver Lacon, acreditam que o General estava apenas querendo chamar a atenção e propõem à Smiley esclarecer rapidamente o assunto e afastar qualquer ligação do crime com o Serviço Secreto Britânico pois isso seria danoso para a política da détente com o país soviético. Mas Smiley conhecia o General e sabe que ele era um agente confiável. Ele imediatamente vai atrás dos exilados que trabalhavam na rede de informações informal do General e reconstitui todos os passos dele, até encontrar as provas que possibilitarão finalmente a preparação de uma armadilha definitiva contra Karla.

## Adaptação
Smiley's People foi adaptado por John Hopkins para um filme de TV em 1982 da BBC, sequência de Tinker, Tailor, Soldier, Spy de 1979. Alec Guinness atua nas duas produções como o espião George Smiley. Karla é interpretado por Patrick Stewart e o General Vladimir, por Curd Jürgens.